# Charles Joshua Chaplin
Charles Joshua Chaplin (ur. 8 czerwca 1825 w Les Andelys, zm. 30 stycznia 1891 w Paryżu) – francuski malarz i grafik, reprezentant akademizmu. Początkowo malował pejzaże, później zainteresował się portretem. Jego prace były inspirowane twórczością malarzy rokokowych, Jeana Chardina i Jeana-Étienne’a Liotarda.

## Życiorys
Urodził się w Normandii, jego ojciec był Anglikiem, a matka Francuzką. Pomimo że nie posiadał francuskiego obywatelstwa, to całe życie mieszkał we Francji. Studiował w École nationale supérieure des beaux-arts w Paryżu pod kierunkiem Michela Martina Drollinga. Sławę przyniosły mu prowokacyjne przedstawienia młodych, pięknych kobiet, utrzymane w ciepłych, pastelowych kolorach. Wiele obrazów artysty uchodziło za przesycone erotyzmem i wręcz obsceniczne. W 1859 jury paryskiego Salonu odmówiło mu z tego względu wystawienia obrazu Aurora.
Chaplin wystawiał z powodzeniem w Salonie i Royal Academy w latach 1845–1868, był jednym z najpopularniejszych malarzy Drugiego Cesarstwa. Cesarzowa Eugenia zamówiła u niego kilka obrazów na wyposażenie Pałacu Elizejskiego, Opery Garnier i Pałacu Tuilerie. Prowadził samodzielną pracownię, w której nauczał wyłącznie kobiety, jego uczennicami były m.in. Marie Helene Aarestrup (ur. 1826), Louise Abbéma (1858–1927) i Mary Cassatt (1855–1926). Był Kawalerem i Oficerem Legii Honorowej (1878 i 1881). Pięć lat przed śmiercią został naturalizowanym Francuzem.

## Wybrane prace
- Allégorie de la Nuit, 1874[2],
- Portrait d’Ernest Feydeau[3],
- Portrait de jeune femme au nœud noir[4],
- La Jeune Fille au nid, 1869,
- Portrait de jeune fille[5],
- Portrait de Madame Charles Chaplin, 1863[6],

### Galeria

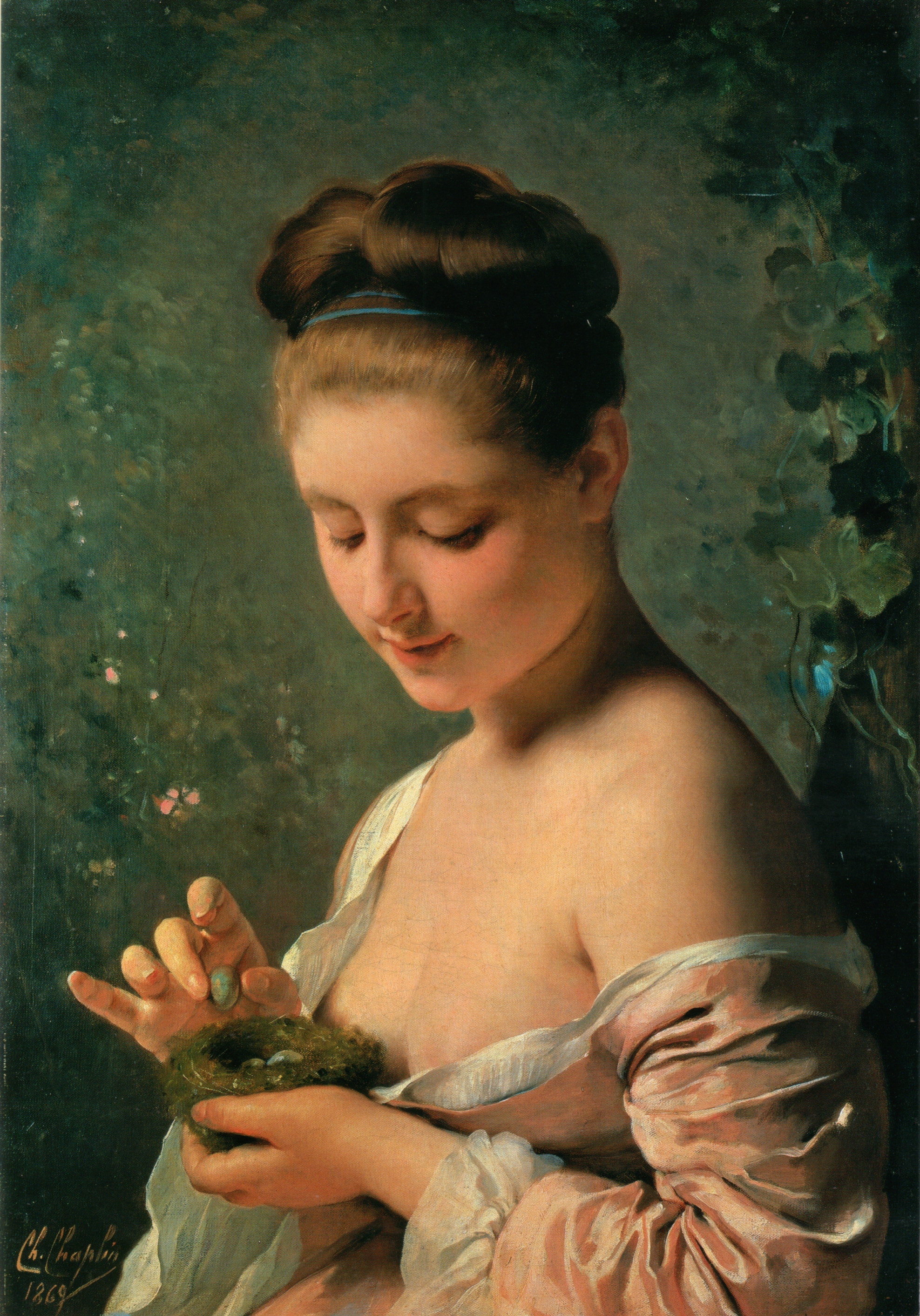
Młoda kobieta z gniazdkiem, 1869
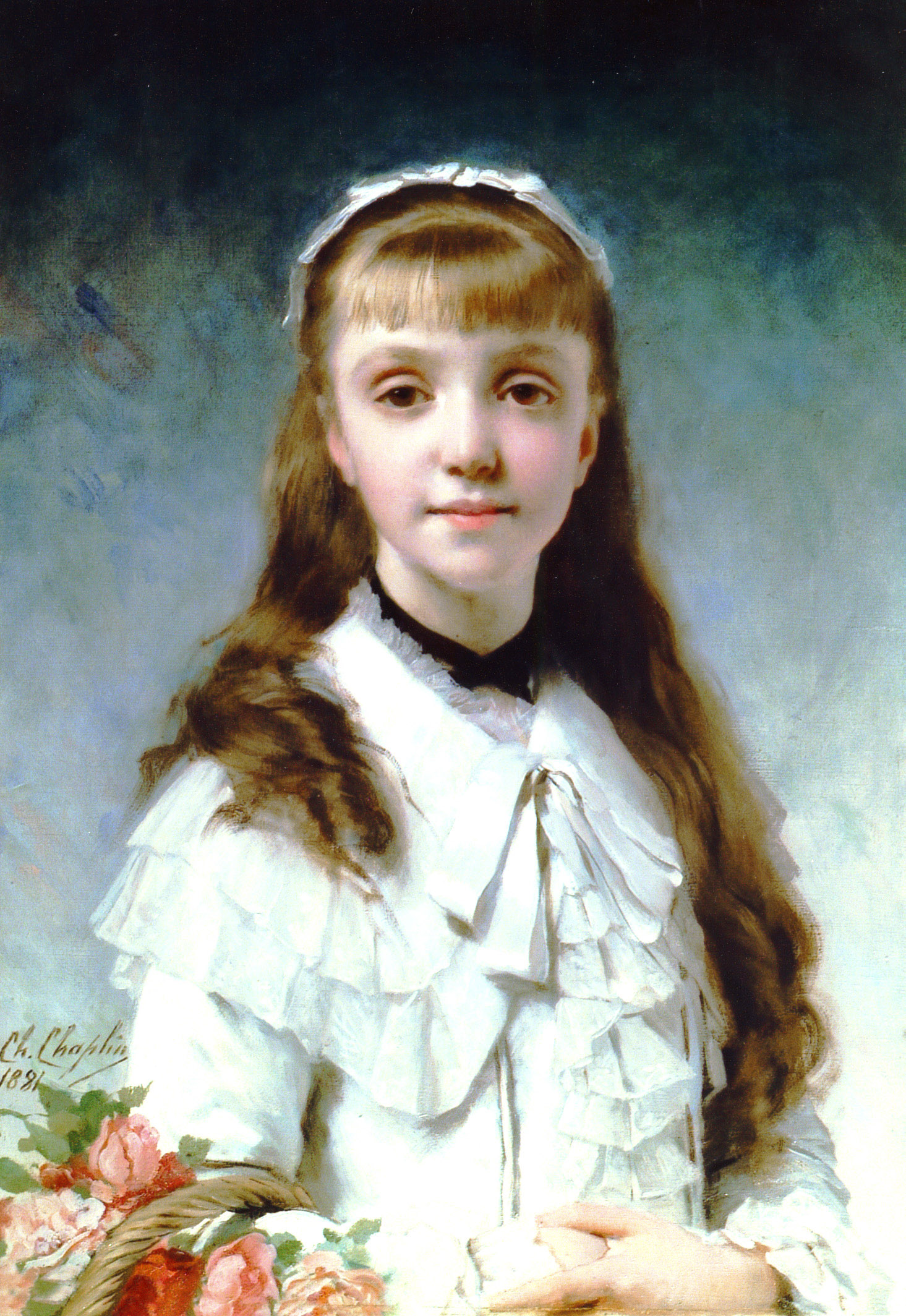
Córka artysty, 1881
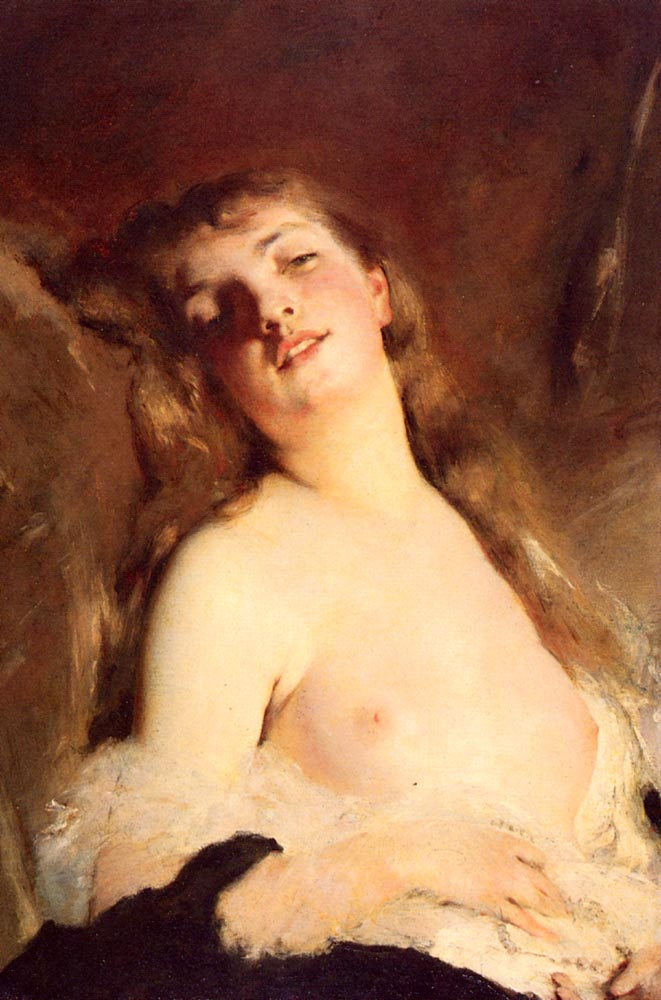
Portret młodej dziewczyny
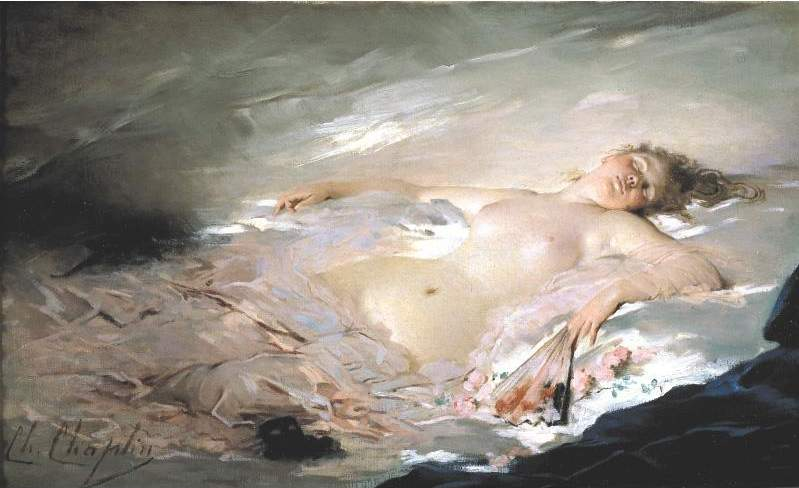
Po balu maskowym
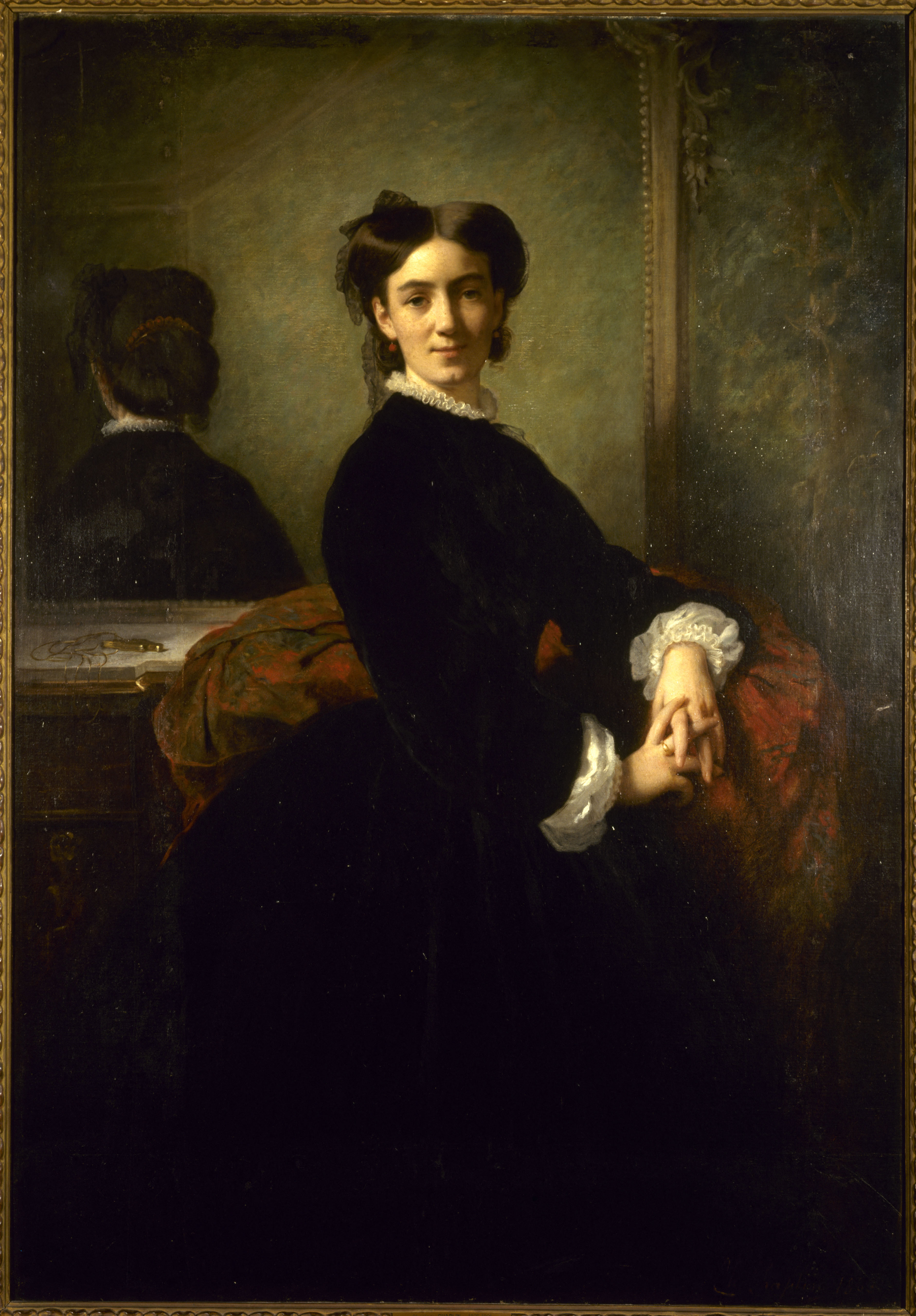
Portrait de Madame Charles Chaplin, 1863
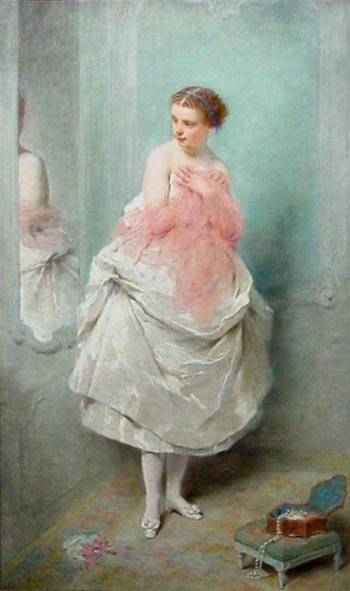
Avant le bal
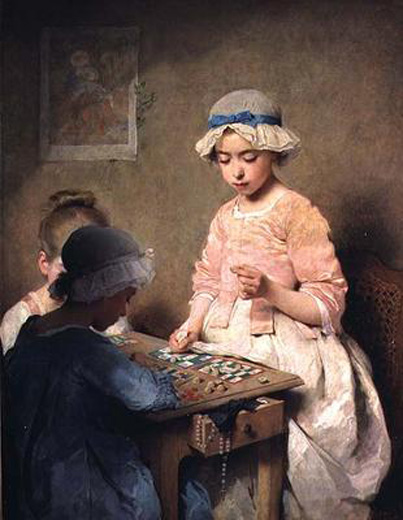
Le jeu du Loto, 1865